# NGC 3710
NGC 3710 (również PGC 35502 lub UGC 6504) – galaktyka eliptyczna (E), znajdująca się w gwiazdozbiorze Lwa. Odkrył ją William Herschel 10 kwietnia 1785 roku. Jest to galaktyka z aktywnym jądrem typu LINER.